# Heteroglenea nigromaculata
Heteroglenea nigromaculata är en skalbaggsart som först beskrevs av Thomson 1865.  Heteroglenea nigromaculata ingår i släktet Heteroglenea och familjen långhorningar.
Artens utbredningsområde är:
- Laos.
- Burma.

Inga underarter finns listade i Catalogue of Life.